# クリストス・パパキリアコプロス
クリストス（フリストス）・ディミトリオス・パパキリアコプロス（ギリシア文字：Χρίστος Δημητρίος Παπακυριακόπουλος、ラテン文字：Christos Dimitrios Papakyriakopoulos、1914年 - 1976年6月29日）、通称パパはギリシア出身の数学者。専門分野は幾何学的位相幾何学（ジオメトリック・トポロジー、geometric topology）。

## 渡米以前
クリストス・パパキリアコプロスは1914年、ギリシャの首都アテネの裕福な家庭に二人兄弟の一人として誕生。18歳でアテネ国立工科大学 (National Technical University of Athens) に進む。その後、1941年にナチス・ドイツに侵略され政治的に不安定なギリシアの中で、トポロジーの問題の一つである「基本予想」に関する論文を書き上げ、1943年に完成させる。この論文が、当時ミュンヘンにいた著名なギリシャ人数学者コンスタンティン・カラテオドリの目に留まり、彼の推薦により博士号を授与される。

## ヴェブレン賞の受賞
三次元多様体に関する研究を行っていたパパはある時、デーンの補題 (Dehn's lemma) を証明したという手紙をアメリカ合衆国の数学者ラルフ・フォックス (Ralph Fox) に送る。その証明は不完全ではあったがフォックスはパパの能力に関心を引かれ、彼を1948年にニュージャージー州プリンストンに招いた。パパはその後、プリンストン高等研究所(IAS)の教授となる。
デーンの補題はドイツのマックス・デーンにより1910年に提唱された命題だが、1929年に同じくドイツのヘルムート・クネーザーによりデーンによる証明法には欠陥があることが指摘された。パパは米国においてこれを1957年の論文 On Dehn's Lemma and the Asphericity of Knots （『デーンの補題と結び目の非球面性について』）の中で再度証明し、その功績により1964年にはオズワルド・ヴェブレン幾何学賞の最初の受賞者となる。デーンの補題の他、ループ定理 (loop theorem) 、球面定理 (sphere theorem) の証明にも成功している。

## ポアンカレ予想への挑戦
パパは米国に渡る以前から数学上の難問とされるポアンカレ予想の証明に情熱を注いでいた。前述のデーンの補題もその基盤となるものだった。自分の生活のほとんどをポアンカレ予想証明の研究に費やしており、IASからプリンストン大学へ移り、大学側から教授職、しかも週に1回の3時間の講習のみ、という条件での申し出を受けたときも、自らの研究に専念するために断っている。
同じトポロジスト（位相幾何学者）で、パパと同様ポアンカレ予想の証明を目指していたドイツ出身のヴォルフガング・ハーケンとはライバル同士のような関係だった。ある時、ハーケンがポアンカレ予想を証明したと発表したときには非常に動揺したという。結局その証明は数日後には誤りであったことが判明したが、この事件がもとでパパは精神的に不安定になってしまった。
1976年6月29日、ポアンカレ予想証明を実現できないまま胃癌によりプリンストンにて62歳で死去。ポアンカレ予想に翻弄された彼の人生は後に、アポストロス・ドキアディス (Apostolos Doxiadis) による『ペトロス伯父と「ゴールドバッハの予想」』 (Uncle Petros and Goldbach's Conjecture) というベストセラー小説のモデルとなった（わずかながら本名で登場する）。

## 人物像
パパは非常に時間に正確であり、毎日8時にカフェテリアで朝食をとり、8時半から11時半まで研究、1時間の昼食のあと12時半からまた研究を再開し、15時にコモン・ルーム（談話室）でお茶、16時にはオフィスに戻るといった、極めて規則正しい生活を送っていた。また、とても人付き合いが少なく、15時のお茶の時間以外はほとんど人前に姿を見せなかった。徹底した秘密主義者でもあり、コモン・ルームでのティータイムでも他の学者に自分の研究のことを話すことはなく、いつも『ニューヨーク・タイムズ』紙を読みふけっていた。また、自身の研究論文の入った鞄でさえ、人に見せることはなかった。その孤高である様子から「修行僧」などと呼ばれることもあった。
パパは渡米してから逝去までの25年以上もの間、とあるホテルの同じ部屋で暮らしており、1952年の父の葬儀の時を除き、一度も祖国に帰らなかった。贅沢な暮らしをせず、主治医に勧められて週に一度、映画館へ足を運ぶことが、彼が数学以外のことをする唯一の時間だった。ポルノやアニメでも、最後の列で見ていたという。
生涯独身を通し、結婚して家庭を設けることのなかった彼には米国内に身よりはおらず、葬式すら行われなかったという。墓所の場所も明確にはわかっておらず（プリンストン大学には共同墓地があるが、そこに葬られているという記録も確認できない）、生前に親しかった人間にも彼の墓の場所を知る人はいない。